# Stephen Clark
Stephen Edward Clark, conegut com a Steve Clark, (Oakland, Estats Units, 17 de juny de 1943) és un nedador nord-americà, ja retirat, guanyador de tres medalles olímpiques.
Membre de l'equip de nació de la Universitat Yale, va participar, als 21 anys, en els Jocs Olímpics d'Estiu de 1964 realitzats a Tòquio (Japó), on va aconseguir guanyar la medalla d'or en les proves de relleus 4x100 metres lliures, 4x200 metres lliures i 4x100 metres estils, establint sengles rècords del món amb un temps de 3:33.2 m., 7:52.1 m. i 3:58.4 minuts respectivament.
Al llarg de la seva carrera guanyà una medalla d'or en els Jocs Panamericans.